# Rosen (Pazardzjik)
Rosen (Bulgaars: Росен) is een dorp in het zuidwesten van Bulgarije. Het dorp is gelegen in de gemeente Pazardzjik, oblast Pazardzjik. Het dorp ligt hemelsbreed 13 km ten noordoosten van de stad Pazardzjik en 94 kilometer ten zuidoosten van Sofia.

## Bevolking
Op 31 december 2020 werden er 461 inwoners in het dorp Rosen geregistreerd door het Nationaal Statistisch Instituut van Bulgarije. Het aantal inwoners vertoont al jaren lang een dalende trend: in 1956 woonden er nog 1.208 personen in het dorp.
|  |

Het dorp wordt voornamelijk bewoond door etnische Bulgaren (502 van de 516 respondenten, oftewel 97,3%). De rest van de bevolking bestond vooral uit Roma.
| Etnische samenstelling van de respondenten (2011) | Etnische samenstelling van de respondenten (2011) | Etnische samenstelling van de respondenten (2011) | Etnische samenstelling van de respondenten (2011) | Etnische samenstelling van de respondenten (2011) |
| ------------------------------------------------- | ------------------------------------------------- | ------------------------------------------------- | ------------------------------------------------- | ------------------------------------------------- |
|                                                   |                                                   |                                                   |                                                   |                                                   |
| Bulgaren                                          | Bulgaren                                          |                                                   | 97,3%                                             | 97,3%                                             |
| Turken                                            | Turken                                            |                                                   | 0,0%                                              | 0,0%                                              |
| Roma                                              | Roma                                              |                                                   | 1,4%                                              | 1,4%                                              |
| Anders/Onbekend                                   | Anders/Onbekend                                   |                                                   | 1,3%                                              | 1,3%                                              |